# Gammhemssjön
Gammhemssjön är en sjö i Lycksele kommun i Lappland och ingår i Öreälvens huvudavrinningsområde. Sjön har en area på 0,578 kvadratkilometer och ligger 281 meter över havet. Sjön avvattnas av vattendraget Bäverbäcken.

## Delavrinningsområde
Gammhemssjön ingår i det delavrinningsområde (716873-162040) som SMHI kallar för Utloppet av Gammhemssjön. Medelhöjden är 312 meter över havet och ytan är 6,44 kvadratkilometer. Räknas de 8 avrinningsområdena uppströms in blir den ackumulerade arean 102,3 kvadratkilometer. Bäverbäcken som avvattnar avrinningsområdet har biflödesordning 2, vilket innebär att vattnet flödar genom totalt 2 vattendrag innan det når havet efter 184 kilometer. Avrinningsområdet består mestadels av skog (86 procent). Avrinningsområdet har 0,58 kvadratkilometer vattenytor vilket ger det en sjöprocent på 9 procent.